# Launceston Church Grammar School
La Launceston Church Grammar School è una scuola primaria australiana di Launceston, centro della Tasmania.
Sebbene sia stata istituita nel 1846, l'attuale scuola si era già formata nel 1981 dall'unione dei ragazzi provenienti dalla Launceston Grammar School e dalle ragazze provenienti dalla' Broadland House, Church of England Girls' Grammar School. L'istituto ha celebrato il suo centosessantesimo anno il 25 giugno 2006 e mantiene la sua longevità, dal momento che è la più vecchia scuola privata ad essere funzionante in Australia.
L'istituto compete principalmente con il Scotch Oakburn College ed il St Patrick's College, Launceston per quanto riguarda il numero degli studenti, essendo queste scuole le più grandi ed importanti presenti a Launceston.

## Storia
La scuola è stata fondata il 15 giugno, 1846 ed il Reverendo Henry Plow-Kane fu scelto come suo primo direttore. La scuola ha iniziato la sua attività prima all'angolo Sud-Est di George ed Elizabeth Streets in Launceston, ma subito dopo poco tempo ha cominciato la costruzione di una nuova sede nella zona che si trova immediatamente dietro la St. John's Church.
In questo modo l'istituto iniziò una durevole e stretta collaborazione con la St. John's Church e la Launceston Church Grammar School. Questo rapporto ha avuto un punto di rottura nel 1872, nel momento in cui la St. John's decise di riprendere indietro la terra utilizzata come campo da cricket al fine di costruire una canonica.
Il giorno dopo che la scuola aprì, 24 ragazzi di età mista si iscrissero e la Launceston fu descritta come "una piccola città con una popolazione di circa 8 000 abitanti e che la città era più piccola persino di un piccolo villaggio con case sparpagliate." Nel 1848 il primo vescovo anglicano della Tasmania, Francis Russell Nixon, venne in visita alla scuola e fu tenuta una festa in suo onore. L'attuale vescovo della Tasmania continua questa tradizione di far visita alla scuola annualmente.
La scuola ha continuato a crescere con il passare degli anni e nel 1896, ha celebrato il suo cinquantesimo anno sotto la direzione di Wilkinson e Gillett con un Jubilee Service alla chiesa di St. John ed una grande cerimonia nell'Albert Hall.
Entro il 1920 la scuola si era espansa oltre la propria zona e nel 1923 il suo nono direttore, il reverendo John Walter Bethune, assistette al solo maggiore spostamento nella storia dell'istituto quando si risistemò da Elizabeth Street al nuovo sito 25 acri (10,12 ha) presso la Stephensons' Farm in Mowbray - acquistata per 2 000 sterline.
Questa scuola ha sofferto duramente durante gli anni della guerra, poiché gli studenti servivano il proprio paese, molti fino all'estremo sacrificio. Il direttore Capt. N. Roff fu tra quelli che morirono durante un'azione nella Seconda guerra mondiale.
Il successivo evento importante per la scuola fu il suo Centenario nel 1946 sotto la direzione di Vernon-Jones. Sebbene la scuola avesse costruito già allora la propria cappella, la nostra storia registra che "La celebrazione finale del Centenario fu una messa tenuta nella chiesa originale con i membri della scuola presenti, e 200 studenti presenti e 250 Old Boys tutti allineati fuori la vecchia sede della scuola in Elizabeth Street e che marciarono fino alla St. John's Church, così come i ragazzi della Grammar School aveva fatto per tantissimi anni." Questa fu un'occasione toccante per molti Old Boys dal momento che vissero di nuovo la loro giovinezza, e il vescovo pronunciò un bellissimo discorso, spronando i ragazzi a sviluppare relazioni internazionali.
I passati 50 anni hanno visto moltissimi altri eventi importanti per la scuola. Uno di questi fu l'apertura della scuola a tutti, e non solo ai maschi come in precedenza, nel 1972. Tutto questo sebbene, nel 1872, due ragazze di nome Edith Savigny e Mary Archer frequentarono l'istituto per diversi anni. Nel 1899, fu registrata l'iscrizione di 150 ragazzi e una sola ragazza- Joyce Wilkinson. Nel 1921, Charlie Irvine, figlia di Mrs. Irvine, frequentò anche lei l'istituto.
Nel 1981 la Grammar si unì alla Broadland House, Church of England Girls' Grammar School. Broadland House è stata onorata con un memoriale alla St. John's Church.
Quest'unione segnò fortemente i futuri capitoli della storia della scuola.

## Campus
La Senior School è localizzata in cima al Stephenson's Bend in Mowbray Heights, Launceston e conta studenti dai 7 ai 12 anni. Questo sito include la cappella, la Poimena Art Centre, la School Hall, la palestra, la Boarding House e una piscina. La cappella è molto popolare per la celebrazione di matrimoni.
La Junior School si trova nella vecchia Boarding scholl nella parte est di Launceston.